# A Very Harold & Kumar Christmas
A Very Harold & Kumar Christmas is een Amerikaanse 3D-filmkomedie uit 2011. Het is de derde film over de twee vrienden Harold (John Cho) & Kumar (Kal Penn). De film werd opgenomen in Detroit, Verenigde Staten.

## Verhaallijn
De twee marihuana-liefhebbende vrienden Harold Lee & Kumar Patel verzieken de feestvreugde nadat ze per ongeluk de prijswinnende kerstboom van Harolds schoonvader in brand steken. Nu zullen ze op zoek moeten naar een vervangende kerstboom. Deze tocht leidt ze onder andere naar een wild feest op Manhattan dat georganiseerd wordt door kinderen van een gevaarlijke beruchte gangster.

## Rolverdeling
| Acteur              | Personage       |
| ------------------- | --------------- |
| John Cho            | Harold Lee      |
| Kal Penn            | Kumar Patel     |
| Neil Patrick Harris | Zichzelf        |
| Danny Trejo         | Carlos Perez    |
| Danneel Harris      | Vanessa Fanning |
| Paula Garcés        | Maria Perez-Lee |
| Elias Koteas        | Sergei Katsov   |
| Jordan Hinson       | Mary Katsov     |
| Eddie Kaye Thomas   | Andy Rosenberg  |
| David Krumholtz     | Seth Goldstein  |
| Patton Oswalt       | Larry Juston    |
| Thomas Lennon       | Todd            |
| Amir Blumenfeld     | Adrian          |
| Melissa Ordway      | Gracie          |